# José Carrillo Menéndez
José Carrillo Menéndez (París, 2 de febrer de 1952) és un matemàtic i catedràtic d'universitat espanyol, rector de la Universitat Complutense de Madrid des del 3 de juny de 2011. És fill del polític Santiago Carrillo (1915-2012) i de Carmen Menéndez Menéndez.

## Biografia
Té dos germans, Santiago i Jorge. Va néixer a França a causa de l'exili al que es van veure obligats els seus pares després de la victòria franquista de 1939, i va viure en la clandestinitat a París durant la dictadura franquista, arribant al punt que amb el temps van ser els propis fills els que van descobrir la condició de polític comunista exiliat del seu pare.
Va estudiar Matemàtiques en la Universitat Pierre i Marie Curie i va entrar a treballar en la Universitat Complutense de Madrid en 1976. És catedràtic de Matemàtica Aplicada des de 1986 i, entre novembre de 1995 i juny de 2003, va ser Degà de la Facultat de Ciències Matemàtiques d'aquesta universitat. Des de juny de 2003 fins a juny de 2007 va ser Vicerector d'Ordenació Acadèmica durant el mandat del rector Carlos Berzosa.

## Eleccions a rector de la Universitat Complutense de Madrid
En 2011 va ser un dels sis candidats a rector de la UCM. La primera volta d'aquestes eleccions, celebrada el 6 d'abril, li va donar la victòria (27,10% dels vots), per un escàs marge sobre José Iturmendi, exdegà de la Facultat de Dret (27,05%), de caràcter conservador. La segona volta es va celebrar el 13 d'abril, amb el resultat final d'un 58,74% dels vots per a Carrillo i un 41,26% per Iturmendi. José Carrillo va prendre possessió del seu càrrec el 3 de juny.